# Buna (folyó, Albánia)
A Buna (szerbül: Bojana) folyó Montenegró és Albánia területén.
A folyó a Shkodrai-tó vizét vezeti le az Adriai-tengerbe. Hossza 44 kilométer, felső szakasza albán területen folyik, 30 kilométeren pedig határfolyó a két ország között. Félúton még felveszi a Drin északi ágának vizét is. Vízgyűjtő területe 5187 km², átlagos vízhozama 672 m³ másodpercenként.
A torkolatánál keletkezett sziget (Ada Bojana) nudistaparadicsom.
Jelentős város a Buna mentén: Shkodra.